# 1061
سنة 1061 كانت سنة بسيطة تبدأ يوم الإثنين (الرابط يظهر نموذج التقويم الكامل للسنة) من التقويم اليولياني.

## مواليد
- الطغرائي
- المازري إمام المالكية في عصره، ومن المحدّثين المشهورين
- مسعود بن إبراهيم الغزنوي سُلطان غزنوي

## وفيات
- أبو سعيد الجرديزي.
- عبد العزيز بن عبد الرحمن المنصور.
- علي بن رضوان.
- ناصر خسرو.